# Halidesmus thomaseni
Halidesmus thomaseni är en fiskart som först beskrevs av Nielsen, 1961.  Halidesmus thomaseni ingår i släktet Halidesmus och familjen Pseudochromidae. Inga underarter finns listade i Catalogue of Life.